# Chiton (Chiton) magnificus
Chiton (Chiton) magnificus is een keverslakkensoort uit de familie van de Chitonidae. De wetenschappelijke naam van de soort is voor het eerst geldig gepubliceerd in 1827 door Deshayes.